# Гундбах
Гундбах (нем. Gundbach) — река в Германии, протекает по земле Гессен. В верхнем течении носит название Хенгстбах (нем. Hengstbach). Длина реки составляет 24,3 км, площадь водосборного бассейна — 88,22 км². Длина собственно Гундбаха 9,3 км, длина Хенгстбаха — 13,4 км.
Берёт начало на юго-востоке Драйайха. Сперва течёт на северо-запад, затем поворачивает к юго-западу. Образует Шварцбах путём слияния с Геретсбахом (нем. Geräthsbach) возле замка Мёнхбрух.
Окрестности Гундбаха образуют биотоп с многочисленными редкими животными и растениями.